# Потёмкин, Дмитрий Николаевич
Дмитрий Николаевич Потёмкин (1820—1878) — смоленский городской голова в 1871—1878 годах, Почётный гражданин Смоленска (1877).

## Биография
Дмитрий Потёмкин родился 10 марта 1820 года в деревне Лещенка Смоленского уезда Смоленской губернии в дворянской семье. Приходился дальним родственником князю Григорию Потёмкину.
В 1842 году окончил Императорское училище правоведения в Санкт-Петербурге, получив чин губернского секретаря. Служил в канцелярии Западно-Сибирского генерал-губернатора, был столоначальником судебного отделения, позднее вернулся в Санкт-Петербург, где состоял в 5-м Департаменте Правительствующего Сената помощником секретаря отделения. В феврале 1845 года ушёл с государственной службы.
Вернувшись в Смоленск, занимался сельским хозяйством, одновременно продолжал обучаться правоведению. В 1861—1870 годах был смоленским уездным предводителем дворянства, в 1863—1864 годах — смоленским губернским предводителем дворянства. В 1862 году входил в Смоленское губернское присутствие по крестьянскому вопросу. Также состоял членом Смоленского общества сельского хозяйства.
В 1871 году Потёмкин был избран смоленским городским головой. Время его руководства городской управой — время подъёма хозяйства Смоленска. За шесть лет руководства Потёмкина были благоустроены ряд улиц и площадей, создан городской банк, открыты ряд гимназий и школ, первый в губернии книжный магазин. Потёмкин покровительствовал меценатству, в чём в свою очередь пользовался активной поддержкой губернатора Смоленской губернии Александра Григорьевича Лопатина.
Потёмкин часто болел и был вынужден постоянно ездить на лечение. В 1877 году он ушёл с поста городского головы. В том же году он был избран почётным гражданином Смоленска. Скончался 20 сентября 1878 года.